# Малваня
Малва̀ня (на италиански: Malvagna; на сицилиански: Marvagna, Марваня) е село и община в Южна Италия, провинция Месина, автономен регион и остров Сицилия. Разположено е на 710 m надморска височина. Населението на общината е 814 души (към 2011 г.).